# Cancerframkallande ämnen

Symbol

Cancerframkallande ämnen eller karcinogener (även carcinogener) är substanser och exempelvis virus som kan påskynda eller framkalla cancer hos människor och djur. Processen att utveckla cancer kallas carcinogenes.
Karcinogena ämnen kan tänkas orsaka cancer på två olika sätt. Antingen är ämnet DNA-skadande och detta ger upphov till cancern. Denna typ kallas genotoxisk karcinogen. En epigenetisk karcinogen innebär att ämnet indirekt orsakar cancer. Detta genom exempelvis den negativa feedbacken som gör att mer hormon produceras och vävnaden växer.
Världshälsoorganisationen (WHO) och Förenta Nationernas (FN) organisation för forskning om cancer, International Agency for Research on Cancer (IARC), har en skala för gradering av karcinogena ämnen där värde 1 är cancerframkallande och där värde 4 är troligen inte cancerframkallande:
- Klass 1 – Bevisad humankarcinogen
- Klass 2A – Sannolik humankarcinogen, bevisad karcinogen i djur
- Klass 2B – Möjlig humankarcinogen
- Klass 3 – Otillräckliga bevis
- Klass 4 – Sannolikt inte humankarcinogen (endast ett ämne i denna grupp, kaprolaktam[3])

Det är dock inte helt enkelt att klassificera kemikalier. Ett exempel är krom som förekommer i formerna Cr3+ och Cr6+. Cr3+ är karcinogent medan Cr6+ inte är karcinogent. Dock har Cr3+ låg biotillgänglighet medan Cr6+ har en hög biotillgänglighet och kan omvandlas till Cr3+ i kroppen. Därför klassificeras Cr3+ inte som karcinogent medan Cr6+ gör det.

## Exempel på ämnen som är cancerframkallande
Nedan följer en lista över några ämnen som är cancerframkallande:
- alkohol (klass 1)
- bensen (klass 1)
- formaldehyd (klass 1)
- asbest (klass 1)
- hydrazin (klass 2A)
- tobak (klass 1)
- aflatoxin (klass 1)
- akrylamid (klass 2A)
- perkloretylen (klass 2A)
- acetaldehyd (klass 1)
- charkprodukter (klass 1)
- rött kött (klass 2A)